# 3561 Девайн
3561 Девайн (3561 Devine) — астероїд головного поясу, відкритий 18 квітня 1983 року.
Тіссеранів параметр щодо Юпітера — 3,021.